# Shibukawa
Shibukawa è una città del Giappone nella prefettura di Gunma.
Viene citata nel manga/anime di corse automobilistiche Initial D di Shuichi Shigeno: è la città di residenza del protagonista Takumi Fujiwara.

## Amministrazione

### Gemellaggi
- Foligno
- Abano Terme